# Brachymyrmex coactus
Brachymyrmex coactus is een mierensoort uit de onderfamilie van de schubmieren (Formicinae). De wetenschappelijke naam van de soort is voor het eerst geldig gepubliceerd in 1887 door Mayr.